# Kvalifikation til VM i fodbold 1958
53 hold tilmeldte sig kvalifikationen til VM i fodbold 1958. De spillede om de 14 ledige pladser i slutrunden, eftersom Sverige som værtsland og Vesttyskland som forsvarende verdensmestre var automatisk kvalificerede.
Kvalifikationerne til de fire tidligere verdensmesterskaber havde være meget forvirrende med kontroversielle regler, og mange hold trak sig undervejs. Fra og med denne turnering besluttede FIFA at inddele holdene i zoner efter verdensdele, tildele et forudbestemt antal slutrundepladser til hver zone og uddelegere afviklingen af kvalifikationsturneringerne til dets konføderationer: UEFA i Europa, CONMEBOL i Sydamerika, CONCACAF i Nord- og Mellemamerika samt Caribien, CAF i Afrika og AFC i Asien (og senere OFC i Oceanien efter det blev dannet). Dette førte til en mere organiseret kvalifikationsprocess med klarere regler, men det var ingen garanti mod afbud fra visse hold.
De 16 pladser ved VM-slutrunden 1958 blev fordelt mellem verdensdelene som følger:
- Europa (UEFA): 11 pladser, hvoraf 2 gik til de automatisk kvalificerede lande Sverige og Vesttyskland, mens de sidste 9 pladser skulle fordeles blandt de 27 tilmeldte hold.
- Sydamerika (CONMEBOL): 3 pladser, som 9 hold skulle spille om.
- Nord- og Mellemamerika samt Caribien (CONCACAF): 1 plads, som 6 hold spillede om.
- Afrika (CAF) og Asien (AFC): 1 plads, som 9 hold (inkl. Israel, Cypern og Tyrkiet) spillede om.

FIFA indførte også en regel om, at intet hold kunne kvalificere sig uden at have spillet mindst én kamp. Dette skyldtes, at mange hold havde kvalificeret sig til tidligere VM-slutrunder uden at spille en eneste kamp, fordi deres modstandere i kvalifikationen havde trukket sig. Og fordi Israel vandt den afrikansk/asiatiske zone uden at spille, beordrede FIFA at holdet skulle spille en kvalifikationskamp mod et af de hold fra Europa, som i første omgang ikke havde kvalificeret sig fra den europæiske zone. Wales blev valgt som Israels modstander efter lodtrækning.
Wales udnyttede denne ekstra chance og dermed havde alle britiske hold – England, Skotland, Nordirland og altså Wales – kvalificeret sig til en VM-slutrunde for første og hidtil eneste gang.
Sovjetunionen, der var blevet olympisk mester ved OL i Melbourne 1956, deltog for første gang og kvalificerede sig efter en omkamp mod Polen. Danmark deltog også i kvalifikationen til VM for første gang – dog med mindre held. Alle kampene i gruppen blev tabt. 
Adskillige stærke nationer, Italien (verdensmester 1934 og 1938), Uruguay (verdensmester 1930 og 1950) og Spanien, magtede heller ikke at kvalificere sig.

## Europa
De 27 hold blev inddelt i 9 grupper á 3 hold, hvor holdene mødte hinanden både ude og hjemme. Gruppevinderne kvalificerede sig til VM-slutrunden. Som nævnt blev Wales valgt ved lodtrækning blandt toerne til at spille to ekstra kvalifikationskampe mod Israel – se den afrikask/asiatiske zone.
| Gruppe 1                     | Kampe | Mål  | Point |
| England                      | 4     | 15-5 | 7     |
| Irland                       | 4     | 6-7  | 5     |
| Danmark                      | 4     | 4-13 | 0     |
| England kvalificeret til VM. |       |      |       |

| Gruppe 2                      | Kampe | Mål   | Point |
| Frankrig                      | 4     | 19-4  | 7     |
| Belgien                       | 4     | 16-11 | 5     |
| Island                        | 4     | 6-26  | 0     |
| Frankrig kvalificeret til VM. |       |       |       |

| Gruppe 3                    | Kampe | Mål  | Point |
| Ungarn                      | 4     | 12-4 | 6     |
| Bulgarien                   | 4     | 11-7 | 4     |
| Norge                       | 4     | 3-15 | 2     |
| Ungarn kvalificeret til VM. |       |      |       |

| Gruppe 4                                                 | Kampe | Mål  | Point |
| Tjekkoslovakiet                                          | 4     | 9-3  | 6     |
| Wales                                                    | 4     | 6-5  | 4     |
| DDR                                                      | 4     | 5-12 | 2     |
| Tjekkoslovakiet kvalificeret til VM.                     |       |      |       |
| Wales kvalificeret til VM efter ekstra kampe mod Israel. |       |      |       |

| Gruppe 5                    | Kampe | Mål  | Point |
| Østrig                      | 4     | 14-3 | 7     |
| Holland                     | 4     | 12-7 | 5     |
| Luxembourg                  | 4     | 3-19 | 0     |
| Østrig kvalificeret til VM. |       |      |       |

| Gruppe 6                                                        | Kampe                 | Mål                   | Point |
| Sovjetunionen                                                   | 4                     | 16-3                  | 6     |
| Polen                                                           | 4                     | 9-5                   | 6     |
| Finland                                                         | 4                     | 2-19                  | 0     |
| Sovjetunionen kvalificeret til VM efter omkamp på neutral bane: |                       |                       |       |
| Sovjetunionen - Polen                                           | Sovjetunionen - Polen | Sovjetunionen - Polen | 2-0   |

| Gruppe 7                         | Kampe | Mål | Point |
| Jugoslavien                      | 4     | 7-2 | 6     |
| Rumænien                         | 4     | 6-4 | 5     |
| Grækenland                       | 4     | 2-9 | 1     |
| Jugoslavien kvalificeret til VM. |       |     |       |

| Gruppe 8                        | Kampe | Mål | Point |
| Nordirland                      | 4     | 6-3 | 5     |
| Italien                         | 4     | 5-5 | 4     |
| Portugal                        | 4     | 4-7 | 3     |
| Nordirland kvalificeret til VM. |       |     |       |

| Gruppe 9                      | Kampe | Mål  | Point |
| Skotland                      | 4     | 10-9 | 6     |
| Spanien                       | 4     | 12-8 | 5     |
| Schweiz                       | 4     | 6-11 | 1     |
| Skotland kvalificeret til VM. |       |      |       |

## Sydamerika
De 9 hold blev inddelt i 3 grupper á 3 hold, hvor holdene mødte hinanden både ude og hjemme. Gruppevinderne kvalificerede sig til VM-slutrunden.
| Gruppe 1                             | Kampe | Mål | Point |
| Brasilien                            | 2     | 2-1 | 3     |
| Peru                                 | 2     | 1-2 | 1     |
| Venezuela var tilmeldt men trak sig. |       |     |       |
| Brasilien kvalificeret til VM.       |       |     |       |

| Gruppe 2                       | Kampe | Mål  | Point |
| Argentina                      | 4     | 10-2 | 6     |
| Bolivia                        | 4     | 6-6  | 4     |
| Chile                          | 4     | 2-10 | 2     |
| Argentina kvalificeret til VM. |       |      |       |

| Gruppe 3                      | Kampe | Mål  | Point |
| Paraguay                      | 4     | 11-4 | 6     |
| Uruguay                       | 4     | 4-6  | 5     |
| Colombia                      | 4     | 3-8  | 1     |
| Paraguay kvalificeret til VM. |       |      |       |

## Nord- og Mellemamerika samt Caribien
I første runde blev de 6 hold inddelt i 2 grupper á 3 hold, hvorfra vinderne gik videre til finalen, hvor der blev spillet om den enlige plads ved VM-slutrunden.
| Gruppe 1 | Kampe | Mål  | Point |
| Mexico   | 4     | 18-2 | 8     |
| Canada   | 4     | 8-8  | 4     |
| USA      | 4     | 5-21 | 0     |

| Gruppe 2   | Kampe | Mål  | Point |
| Costa Rica | 4     | 15-4 | 8     |
| Curaçao    | 3     | 4-7  | 2     |
| Guatemala  | 3     | 4-12 | 0     |

Finale
- Mexico – Costa Rica 2-0
- Costa Rica – Mexico 1-1

Mexico kvalificeret til VM.

## Afrika og Asien
De 9 hold spillede en cup-turnering, hvor opgørene blev afgjort over to kampe (hjemme og ude). Vinderen af finalen skulle have kvalificeret sig til VM-slutrunden.
Indledende runde
- Indonesien – Taiwan (Taiwan trak sig)

1. runde
- Indonesien – Kina 2-0, 3-4. Tredje kamp på neutral bane: 0-0. Indonesien videre på flest scorede mål.
- Tyrkiet – Israel (Tyrkiet nægtede at spille mod Israel)
- Cypern – Egypten (Cypern trak sig)
- Sudan – Syrien 1-0, 1-1

2. runde
- Indonesien – Israel (Indonesiens krav om at spille på neutral bane blev afvist af FIFA, og så trak Indonesien sig)
- Egypten – Sudan (Egypten trak sig)

Finale
- Israel – Sudan (Sudan nægtede at spille mod Israel)

Israel havde dermed vundet denne zones kvalifikationsturnering, men holdet havde ingen kampe spillet og opfyldte dermed ikke FIFA's krav om at have spillet mindst én kamp i kvalifikationen. Så en særlig kvalifikationskamp mellem Israel og Wales (der blev fundet ved lodtrækning blandt de ellers ikke-kvalificerede toere i de europæiske kvalifikationssgrupper) blev arrangeret. Og vinderen af denne kamp kvalificerede sig til slutrunden.
- Israel – Wales 0-2, 0-2